# Neoplan N4009
Neoplan N4009 — модель городского низкопольного автобуса среднего класса, выпускавшегося компанией Neoplan в период с 1988 по 1999 год в Германии и в Польше. Это уменьшенная версия полноразмерного автобуса Neoplan N4016.

## Технические характеристики
Автобус имеет закруглённый купол крыши, похожий на N4016, и ветровое стекло двойной кривизны с отдельно установленным знаком назначения. Также он имеет длину 9 м и ширину 2,5 м и оборудуется горизонтальным дизельным двигателем MAN или DAF с трансмиссией Voith или ZF Friedrichshafen. В нём обычно сидят 23 человека с большой вместимостью стоя.

## Эксплуатация

### Великобритания
В Великобританию было продано всего три автобуса. Они были куплены Ливерпульским MTL в 1995 году и перешли к преемнику MTL Arriva North West & Wales в 2000 году. Эксплуатировались до 2008 года, когда были проданы в Heartlands Bus в Мидленде.
В середине-конце 2010 года три правосторонних N4009 были списаны.